# Слово (альбом)
«Слово» — шостий акустичний студійний альбом гурту «Сокира Перуна», випущений 24 липня 2010-го на «Evil Barber Records».

## Список пісень
| #   | Назва               | Тривалість |
| --- | ------------------- | ---------- |
| 1.  | «Темні кургани»     | 5:24       |
| 2.  | «Славянские братья» | 3:02       |
| 3.  | «Солдат»            | 5:38       |
| 4.  | «Ермак»             | 5:50       |
| 5.  | «Моя доля»          | 4:03       |
| 6.  | «Ты выросла»        | 4:11       |
| 7.  | «Не пий, козаче»    | 5:31       |
| 8.  | «Ключ»              | 4:46       |
| 9.  | «Гомоніла Україна»  | 3:16       |
| 10. | «Боль о друге»      | 5:55       |